# Кукаки
Кукаки (греч. Κουκάκι) — район Афин, расположен на юго-восточном склоне холма Филопаппа, граничит с районами Петралоной, Неос-Козмосом, Акрополем, а также общиной (димом) Калитеей. Район пересекает проспект Сингру. Кукаки был очень плотно застроен в 1960—1970-х годах, но благодаря близости к центру остается престижным и дорогим районом. Через Кукаки проходит Линия 2 (красная линия) афинского метрополитена со станцией «Сингру-Фикс».